# Pourtalopsammia togata
Pourtalopsammia togata är en korallart som först beskrevs av van der Horst 1927.  Pourtalopsammia togata ingår i släktet Pourtalopsammia och familjen Dendrophylliidae.
Artens utbredningsområde är Indiska oceanen. Inga underarter finns listade i Catalogue of Life.